# محسن عدل طباطبایی
محسن عدل طباطبایی (زاده ۲۹ شهریور ۱۳۰۶) وزنه‌بردار اهل ایران بوده است.
وی در بازی‌های المپیک تابستانی ۱۹۵۲ در وزن ۶۰-۵۶ کیلوگرم (Featherweight) شرکت کرده است، طباطبایی با زدن وزنه‌های ۹۷.۵ کیلوگرم در یک‌ضرب و ۱۲۰ کیلوگرم در دو ضرب در مجموع در رتبه ۸ رده‌بندی کلی قرار گرفت.